# Han Gi-beom
Han Gi-beom (한기범?; 7 giugno 1964) è un ex cestista sudcoreano.

## Carriera
Con la Corea del Sud ha disputato i Giochi di Seul 1988 e i Campionati del mondo del 1986.